# 中国上古时代
一般上古时代是指文字记载（信史）出现以前的历史时代。世界各地对上古时代的定义也因此不同。在中国历史，上古时代一般指夏朝（即距今約4000年前）以前的时代。在两河流域和埃及一般指公元前5000年以前的历史时代。因为上古时代没有当时直接的文字记载，那个时候发生的事件或人物通常无法直接考证，这些事件和人物也往往带有神话色彩。
根據上述定義，中国上古时代传说的帝王有：炎帝、黄帝、少昊、颛顼、帝喾、帝挚、尧和舜。
近代以來，中國史學界常統稱先秦史為上古史，而將夏代以前的傳疑時代概稱為「遠古」，因此目前一般提到中國上古時代，多指整個先秦時期。